# Music of the millennium
『music of the millennium』（ミュージック・オブ・ザ・ミレニアム）は、2000年11月29日にユニバーサルミュージックから発売されたコンピレーション・アルバムである。続編として『music of the millennium 2001』が翌年11月5日に発売された。

## 収録曲

### DISC1
1. 伝説のチャンピオン / クイーン
2. スタート・ミー・アップ / ザ・ローリング・ストーンズ
3. いとしのレイラ / デレク・アンド・ザ・ドミノス
4. リヴィン・オン・ア・プレイヤー / ボン・ジョヴィ
5. ウィズ・オア・ウィズアウト・ユー / U2
6. マネー・フォー・ナッシング / ダイアー・ストレイツ
7. ワンダーウォール / オアシス
8. ガールズ&ボーイズ / ブラー
9. レッツ・ダンス / デヴィッド・ボウイ
10. ハングリー・ライク・ザ・ウルフ / デュラン・デュラン
11. 自由への疾走 / レニー・クラヴィッツ
12. スレッジハンマー / ピーター・ガブリエル
13. モア・ザン・ディス / ロキシー・ミュージック
14. ドント・ユー / シンプル・マインズ
15. ザ・ベスト / ティナ・ターナー
16. コール・ミー / ブロンディ
17. カーマは気まぐれ / カルチャー・クラブ
18. 嵐ヶ丘 / ケイト・ブッシュ
19. ヒューマン・ビヘイヴィアー / ビョーク
20. パープル・レイン / プリンス

### DISC2
1. イマジン / ジョン・レノン
2. ノー・ウーマン、ノー・クライ / ボブ・マーリー&ザ・ウェイラーズ
3. キャンドル・イン・ザ・ウィンド / エルトン・ジョン
4. バンド・オン・ザ・ラン / ポール・マッカートニー&ウイングス
5. グッド・ヴァイブレーション / ビーチ・ボーイズ
6. マイ・ジェネレーション / ザ・フー
7. ホワッツ・ゴーイン・オン / マーヴィン・ゲイ
8. マギー・メイ / ロッド・スチュワート
9. レッド・レッド・ワイン / UB40
10. イン・ジ・エアー・トゥナイト / フィル・コリンズ
11. ファストラヴ / ジョージ・マイケル
12. トゥゲザー・アゲイン / ジャネット・ジャクソン
13. 帰ってほしいの / ジャクソン5
14. イフ・ウィ・ホールド・オン・トゥゲザー / ダイアナ・ロス
15. ウエスト・エンド・ガールズ / ペット・ショップ・ボーイズ
16. マイ・シェリー・アモール / スティーヴィー・ワンダー
17. ステイン・アライヴ / ビー・ジーズ
18. ダンシング・クイーン / アバ
19. 明日に架ける橋 / サイモン&ガーファンクル